# Јосип Копинич
Јосип Копинич (Радовичи, код Метлике, 18. фебруар 1911 — Љубљана, 26. мај 1997), учесник Шпанског грађанског рата и Народноослободилачке борбе, револуционар, економиста, службеник Коминтерне и друштвено-политички радник СФР Југославије и СР Словеније.

## Биографија
Рођен је 18. фебруара 1911. године у селу Радовичи, код Метлике, као најстарији син оца Јанеза и мајке Марије Копинич, рођене Вокшинич. Имао је брата Ивана и сестру Ангелу. Његов отац је био обућар и учесник Првог светског рата и Мађарске реоволуције 1919. године, који му је и пружио прва знања о револуционарном радничком покрету. Након основне школе, похађао је гимназију у Љубљани, коју је напустио и школовање наставио у Грађанској школи у Метлики. У Карловцу је 1928. године завршио Трговачку школу. Године 1931. Јосип је завршио Војну подофицирску школу у Кумбору, код Котора и потом је био морнар на подморници „Небојша“. Још као ученик, приступио је револуционарном омладинском покрету, а 1931. је, преко свог друга из разреда Јанеза Марентича, постао члан илегалне Комунистичке партије Југославије (КПЈ). У Краљевској југословенској ратној морнарици је тада почео да пропагира комунистичке идеје и створио је партијску ћелију, која је имала 27 чланова. Његов партијски рад је 1934. године, био откривен и он је, да не би био ухапшен и осуђен на вишегодишњу робију, уз помоћ Централног комитета КПЈ напустио Југославију и преко Прага, отишао у Совјетски Савез.

### Шпански грађански рат
Током боравка у СССР, од 1934. до 1936. године, завршио је Комунистички универзитет националних мањина запада (КУНМЗ) с врло добрим успехом, а након тога је био аспирант на „Међународној лењинској школи“ у Москви. Августа 1936. године, када је отпочео Шпански грађански рат, Јосип Копинич се налазио у првој групи од пет војних стручњака, које је Коминтерна упутила из Совјетског Савеза у Шпанију. Заједно са њим у тој групи, налазио се и Божидар Масларић. Тамо је најпре био управитељ бродоградилишта, а крајем године га је Централни комитет КП Шпаније, као морнаричког стручњака, упутио у Картахену да помогне Ратној морнарици. Ту је сарађивао са још једним Југословеном, Димитријем Омерсом, бившим морнаричким официром Југословенске војске. Од априла до јуна 1937. године, био је први официр на подморници „Ц-6”, којом је командовао адмирал Совјетске ратне морнарице, Иван Бурмистров, под шпанским именом Луис Мартинез, све док нису били принуђени да је потопе. Током рата је имао чин капетана фрегате (у рангу чина потпуковника) Шпанске републиканске армије и био је помоћник Николаја Јегипка, команданта подморнице „Ц-2“.
Крајем 1937. године, због потреба путовања у Француску, где је надзирао поправку две подморнице, „Ц-2” и „Ц-4”, био је пребачен у дипломатију. Тада је постао помоћник војног аташеа Републике Шпаније у Паризу. Током боравка у Паризу, сусретао са са Јосипом Брозом Титом, кога је упознао још 1935. у Москви, као и другим југословенским комунистима, који су боравили у Паризу — тадашњем средишту ЦК КПЈ. Током 1938. године, помогао је Јосипу Брозу Титу, да се врати у Москву (пошто се он, после смене Милана Горкића, крајем 1937. нашао у немилости Коминтерне). Пошто је био веома цењен у Коминтерни успео је да Јосипа Броза ослободи лажних оптужби за „троцкизам“. На тај начин је био решен проблем руководства КПЈ и убрзо потом, Тито је од Коминтерне добио мандат да састави ново руководство КПЈ у земљи.
У пролеће 1938. године, Јосип Копинич је био један од организатора повратка шпанских подморница из Француске у Картахену. Подморнице су тада, прешле пут дуж Атлантске обале Пиринејског полуострва и кроз Гибралтарски мореуз, који је водио кроз велики део територије која се налазила под контролом снага генерала Франка. У другој половини 1938. године, вратио се у Москву, и тада је радио у Коминтерни, као политички уредник у издавачкој делатности марксистичке литературе.

### Обавештајни рад у Југославији
Са почетком Другог светског рата, септембра 1939. године, у руководству Коминтерне се јавила идеја да се изван Совјетског Савеза направи обавештајни центар за Балкан и југоисточну Европу, који би држао везу са КП Италије, КП Швајцарске, КП Аустрије, КП Мађарске, КП Чехословачке, КП Грчке и КП Југославије. Почетком 1940. године за средиште овог обавештајног центра је одређен Загреб, а за његове чланове Јосип Копинич, као руководилац центра и Стела Пањајотис-Бамјазидос (Гркиња, рођена 1910, чланица КП Грчке од 1930, у СССР емигрирала 1936.), чланица одсека за везе Коминтерне као радио-телеграфиста. После примања овог задатка њих двоје су венчали и под илегалним именима - инжењер Ник и Мери Брозовић отпутовали у Истанбул, одакле су потом прешли у Загреб. У овом периоду Јосип Копинич је добио конспиративне називе „Ваздух“ и „Валдес“.
По доласку у Загреб, где су такође становали под илегалним именима — инжењер Антун и Олга Кадић, најпре су живели у једном малом стану, који им је пронашао Јосип Броз Тито, а потом су купили вилу у Стењевцу, у околини Загреба, где су монтирали радио-станицу (ову радио-станицу, која је имала домет од око 5.000 километара и била јача од тадашње станице Радио Загреба, 1984. године је поклонио Институту за безбедност у Београду). Поред Јосипа и Стеле, у кући су становали и Јосипова сестра Анђела, која је обављала курирске дужности и кућна помоћница Урска Залтер, која је била резервни радио-телеграфиста. Обавештајни центар, који је отпочео са радом јуна 1940. године, био је у строгој тајности чак и за високе функционере Комунистичке партије Југославије. За њега је једино знао Јосип Броз Тито, док је за остале чланове руководства КПЈ и КП Хрватске, Јосип Копинич био обичан представник Коминтерне при КПЈ. Радио станицу је све до фебруара 1942. користио и Тито за редовно одржавање везе између ЦК КПЈ и Коминтерне, а касније и Врховног штаба НОПОЈ-а. Као представник Коминтерне Јосип Копинич је 19. октобра 1940. године учествовао у раду првог дана Пете земаљске конференције КПЈ, одржане у Дубрави, код Загреба.
У периоду до почетка рата, као и неко време после окупације Копинчич је одржавао везе са шест-седам комунистичких партија. Стално су му долазили курири који су разносили пошту. Везу са КП Аустрије одржавао је преко Леа Матеса, а касније преко жене глумца Аугуста Цилића. Пункт у Софији и везу са КП Бугарске водио је филозоф Тодор Павлов, а курисрску делатност између њих су обављали бугарски студенти који су студирали на Загребачком свеучилишту. Везе са КП Чехословачке одржавао је преко композитора Стевана Христића и инжењера Николе Петровића. Поред њих курири Јосипа Копинича били су и Владимир Дедијер, Коча Поповић, Криста Ђорђевић и др. У Београду је имао још две мање резервне радио-станице. Једна се налазила у стану Кристе Ђођревић, а друга у стану Павла Савића, али су обе биле уништене приликом бомбардовања Београда, 6. априла 1941. године.

### Народноослободилачка борба
После Априлског рата, окупације Краљевине Југославије и проглашења усташке Независне Државе Хрватске (НДХ), априла 1941. године Јосип Копинич је наставио да живи у окупираном Загребу. Да би се легализовао код нових власти представљао се као симпатизер усташа. Био је акционар фабрике ликера, потпредседник једне фирме и председник Друштва далматинских Хрвата. Обезбедио је себи све пропуснице и завидан утицај у друштву. Сарађивао је и са Иваном Сребрењаком, који је био шеф совјетске војно-обавештајне службе за читав Балкан и који се после Априлског рата преселио из Београда у Загреб.
Када је у мају 1941. године, Јосип Броз Тито прешао из Загреба у Београд, Копинич је изгубио везу са њим. После напада Немачке на Совјетски Савез, јуна 1941. Копинич је од ЦК КП Хрватске захтевао да одмах отпочне са оружаним акцијама и тада је због неовлашћеног мешања у рад КПХ дошао у сукоб са Владимиром Поповићем, инструктором ЦК КПЈ при ЦК КПХ, као и Радетом Кончаром, Андријом Хебрангом, Владимиром Бакарићем и Павлом Папом. Копинич је тада обавестио Коминтерну да ЦК КПХ саботира позив на оружану борбу и од ње 9. јула добио мандат за његово распуштање. Пошто му челнци ЦК КПХ нису дали везу са Титом, набавио ју је преко његове супруге Херте Хас и по куриру Бранку Малешевићу му упутио писмо у коме је изнео критике на рачун ЦК КПХ и изнео му предлог да дође у Загреб да би се састали са руководством КПХ. Копинич је тада успео да добије подршку Месног комитета КПХ за Загреб, на челу са Антуном Робом, који је планирао да унапреди у Централни комитет. Копинич је заједно са члановима Месног комитета, а без знања ЦК КПХ, био организатор неуспелог бега из логора Керестинац, у коме је страдала већина од 111 логораша.
Тито и Централни комитет КПЈ су тада због несугласица у ЦК КПХ и лоше организоване акције, у Загреб послали Благоја Нешковића, који је имао задатак да заједно са Владом Поповићем формира посебну комисију испита овај случај. На основу извештаја комисије, на седници Политбироа ЦК КПЈ 10. августа 1941. године су донете одлуке — поједини чланови ЦК КПХ су били партијски кажњени, распуштен је Месни комитет КПХ за Загреб и постављен је захтев Коминтерни да смени са дужности њеног опуномоћеника. Према неким подацима овај захтев никада није ни стигао до Коминтерне, тако да је Копинич наставио да одржава везе са њом све до њеног распуштања маја 1943. године.
Крајем 1941. године, Тито је позвао Копинича да дође у ослобођено Ужице и да телеграфистима Врховног штаба омогући непосредну везу са Коминтерном, која је до тада одржавана једино преко Копиничеве радио-станице у Загребу. Пошто је у међувремену дошло до непријатељске офанзиве и пада Ужица, он је преко Сарајева дошао до Романијског партизанског одреда и тамо дочекао долазак Тита у ослобођену Рогатицу. Везу са Коминтерном тада нису успели да успоставе и Копинич се са Лолом Рибаром, почетком јануара 1942. године вратио у Загреб. Копинич је тада телеграфистима Врховног штаба оставио шифре, преко којих су успели да ступе у везу са Коминтерном 9. фебруара. Овај директни контакт Врховног штаба и Коминтерне је умногоме олакшао рад Врховног штаба, као и Копинича, јер су све дотдашње везе између Тита и Врховног штаба са Коминтерном ишле преко Копинича и његове радио-станице у Загребу, што је због удаљености изазивало низ несигурности због спорих курирских веза.
Усташка полиција је у фебруара 1942. године, успела да ухапси совјетског обавештајца Ивана Сребрењака, а потом и Андрију Хебранга. После ових хапшења, пошто су Сребрењак и Хебранг знали за илегални стан Копинчича у Кустошији, насељу у западном делу Загреба, ЦК КПХ је ради сигурности обезбедио средства и Копинчичу купио други стан у Стењевцу, где је премештена илегална радио-станица. Средином 1942. године Јосип и Стела Копинчич су напустили Загреб и прешли у Словенију где су се прикључили Главном штабу Словеније. После немачке офанзиве на Кочевски рог, пошли су назад ка Загребу, али су их на путу кроз Жумберак ухапсили партизани. Били су спроведени у Штаб Тринаесте пролетерске бригаде и под сумњом да су усташки шпијуни осуђени на стрељање. Пошто се у то време Иво Лола Рибар налазио са овом бригадом, пре стрељања су га позвали да му покажу „шпијуне“, што их је спасило сигурне смрти.
По повратку у окупирани Загреб, Јосип и Стела Копинчич су наставили са својим илегалним обавештајним радом. Јуна 1944. године, по налогу Андрије Хебранга, секретара ЦК КП Хрватске, а уз сагласност представника совјетске армије при Главном штабу НОВ и ПО Хрватске, напустили су Загреб и прешли на ослобођену територију у Топуско. Потом су отишли у Штаб Шестог славонског корпуса, који се налазио на Папуку, а касније су прешли у Штаб Треће армије. Када је октобра 1944. ослобођен Београд, прешли су тамо, где су и дочекали ослобођење земље и крај рата.

### Послератни период
После ослобођења земље, Копинчич је напустио руску обавештајну службу и према Титовом плану требало је да буде постављен за амбасадора Нове Југославије у САД, али за то није постојала подршка у најужем руководству, пре свега јер је био у сукобу са Едвардом Кардељем, министром иностраних послова ФНРЈ. По завршетку рата над Копиничем је спроведена још једна партијска истрага због „случаја Керестинец“ и кажњен је партијским укором.
Извесно време је био на располагању код министра унутрашњих послова ФНРЈ Александра Ранковића, а потом је послат у Турску, где је био трговински представник ФНРЈ. Током боравка у Истанбул, који је тада био центар обавештајаца из целог света, наставио је да се бави обавештајним радом. Читавих осам месеци раније је Титу јавио да се припрема критичка Резолуција Информбироа о стању у КПЈ. Такође је одржавао добре односе са Георги Димитровом, бившим секретаром Коминтерне који је био председник Савета министара НР Бугарске.
Када је 1948. године дошло до политичког сукоба између Југославије и Совјетског Савеза, Копинич је добио позив из Москве да дође и тамо постане један од вођа кампање против Тита и других личности из руководства КПЈ, али је он ово одбио. Вратио се у Југославију и најпре радио као шеф девизног одељења Народне банке Југославије (НБЈ), а потом помоћника Божидара Масларића за друмски саобраћај. Потом је прешао у привреду — најпре је био директор челичане у изградњи у Стробречу, код Сплита и новог бродоградилишта и пресељене фабрике торпеда. Пошто су ова предузећа била створена у склопу старог споразума са Совјетским Савезом, одлучио је да их ликвидира. Потом је 14 година, до 1965. био директор бродоградилишта „Уљаник“ у Пули, од којег је створио велики светски познати гигант. Касније је четири године био директор фабрике „Литострој“ у Љубљани и пред пензију „Смелт инжењеринга“ у Ријеци. Пензионисан је 1972. године.
Иако је био важна личност у Коминтерне, после рата није наставио политичку каријеру, иако је био добар пријатељ са Јосипом Брозом Титом. Са Титове стране је било предлога да Копинич буде бар народни посланик, али је у руководству томе било отпора, јер је он био са појединима у сукобу.
Са својом супругом Стелом, са којом се упознао у Коминтерни три пута се венчавао — први пут су се венчали 1940. службено по налогу Коминтерне, други пут су се венчали 1948. у југословенском конзулату у Истанбулу, јер се између њих родила љубав, али пошто су се касније ти подаци изгубили поново су се венчали 1952. године у Пули. Дуги низ година је живео у Пули, а средином осамдесетих се са супругом преселио у Љубљану, где је и умро 26. маја 1997. године.
Носилац је Партизанске споменице 1941. и других југословенских одликовања, међу којима су Орден заслуга за народ са златном звездом и Орден братства и јединства са златним венцем.
Још за његовог живота настао је мит око његовог обавештајног рада у Коминтерни, као и о улози у Другом светском рату. Године 1983. новинар Вјенцеслав Ценчић објавио је књигу Енигма Копинич, а 1986. објављена је књига пуковника Миленка Додера Копинич без енигме.

## Видите још
- Човек звани ваздух